# جاك لوي سينيور
جاك لوي سينيور (بالإنجليزية: Jack Lowe, Sr.)‏ هو شخصية أعمال أمريكي، ولد في 22 يوليو 1913، وتوفي في 1980.